# Queso de Mallorca

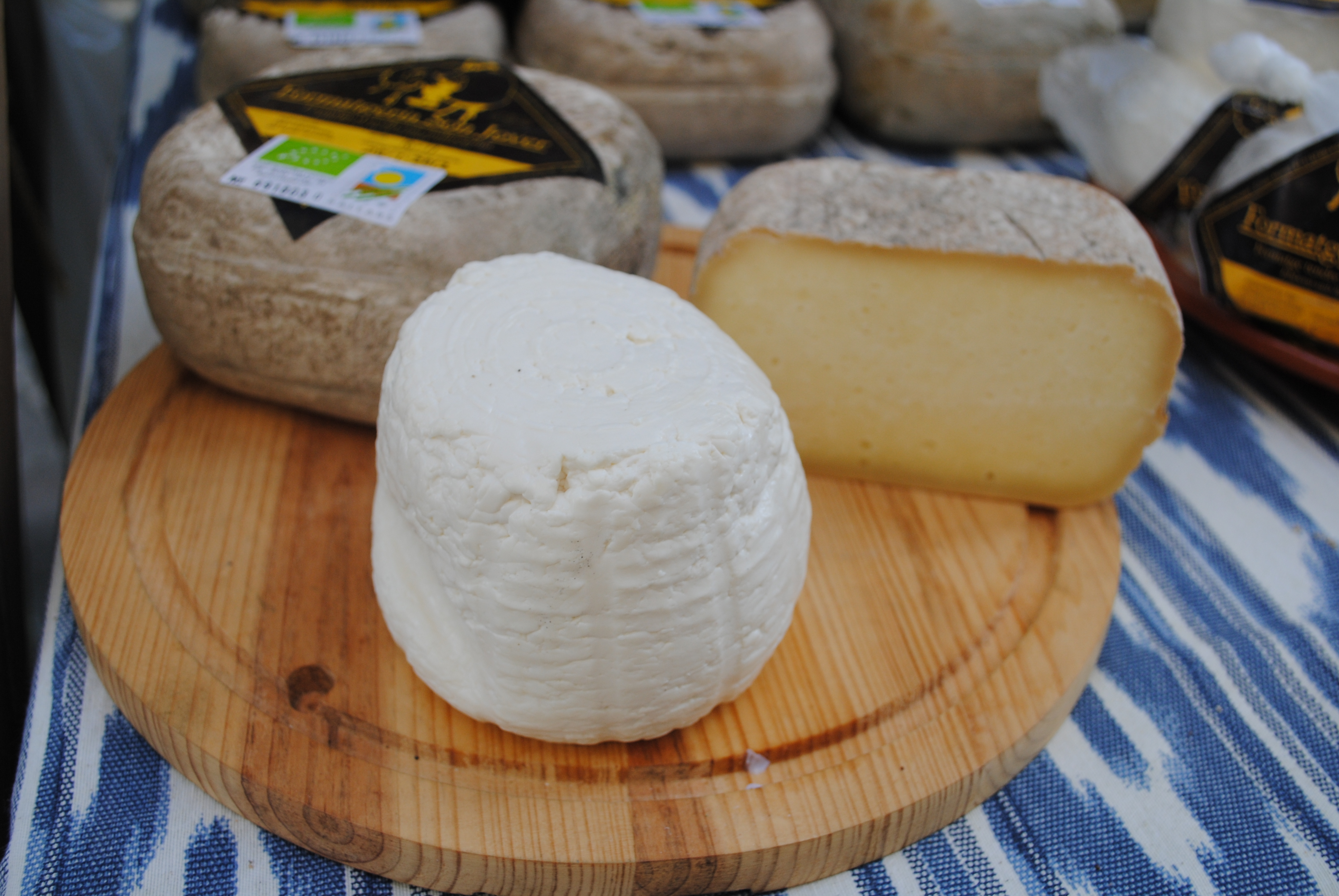
Queso tierno y queso curado de Mallorca

El queso de Mallorca es un queso artesano tradicional elaborado con leche cruda de oveja, o con mezcla de leche cruda de oveja y de cabra.

## Historia
La primera información del queso de Mallorca aparece en el siglo XXXIII con el envío en Montpellier y Marsella de XX quarterias te duas rovas te medie caseorum. Se trataba de un producto elaborado con leche de oveja, de muy cuidada elaboración, con quesos de un tamaño muy regular y peso aproximado de 2,5 kg, elaborado en especial en la zona de Llucmajor. El queso de Llucmajor adquirió renombre por su calidad y ya desde 1345 los reyes y príncipes de la casa de Barcelona, así como los de Trastámara, los solicitaban. La importancia de la producción queda reflejada por la gran cantidad de comerciantes de este gremio que se inscriben en el mismo en la segunda mitad del siglo XIV y principios del XV. Está documentado que en la tabla de los Reyes de Mallorca no faltaba nunca el queso procedente del campesinado mallorquín. 
Según Teresa M. Vinyoles y Vidal en la época bajomedieval el queso de Mallorca es el queso más comercializado en Barcelona, seguido por los quesos de Aragón, y el que más ha dejado constancia en la documentación. También estaba muy presente en la ciudad de Valencia. Era un queso curado que llegaba a los puertos de Barcelona y Valencia en forma de piezas redondas que pesaban entre una y dos libras. Maria de Luna, entre enero y septiembre de 1403 hizo comprar 230 piezas de queso de Mallorca. El rey Martín, a través de su procurador Matéis de Loscos, compraba queso mallorquín en cantidades importantes.
La reconversión hacia la elaboración de queso hecho con leche de vaca que se llevó a cabo en los
siglos pasados a la isla de Menorca no ha sido tan intensa en Mallorca, donde, a lo largo de los siglos XVIII, XIX y XX se ha continuado haciendo queso sobre todo con la leche de oveja y, incluso, de la de cabra. El uso de leche de vaca ha ido ligado a varias iniciativas empresariales, de tipo industrial, que a lo largo del siglo XX se han llevado a término. En general estos quesos mallorquines con leche de vaca han seguido los patrones genéricos, incluso en la forma de la pieza, del queso menorquín.

### El queso de Mallorca en la cocina medieval catalana
Vinyoles menciona las siguientes especialidades culinarias en las cuales se documenta el uso del queso de Mallorca:
- La salsa conocida como "allimantega" (hecho con ajos, mantequilla, queso de Mallorca y huevos).
- La salsa conocida como "almadroc" (hecho con ajos y queso de Mallorca).
- Fideos (rallado).
- Macarrones (rallado).
- Rubiols (queso fresco, queso de Mallorca y huevos).
- Relleno de cabritos (se documenta este relleno en la mesa de Pere III: perejil en hoja, mescalla, miel y queso de Mallorca).
- Quesos fregidors (se documentan en la mesa del rey Pere III, "para cenar").
- Queso de Mallorca con peras.

## Características
El queso mallorquín se puede comercializar durante un periodo muy prolongado hasta los 12 meses o más. Su contenido de agua presenta grandes diferencias según el tiempo de maduración. Así, un queso fresco acabado de hacer puede tener entre un 48% y un 56% de agua; un queso de 2 meses entre un 35% y 45% y uno de tres meses entre un 27% y un 36%. En general, la pérdida de agua es elevada, y se produce fundamentalmente a lo largo de los dos primeros meses del proceso. 

### Forma
La pieza de queso mallorquín es más bien pequeña, mide unos 6 x 15 cm, con un peso entre 500 y 1500 gramos. La forma es cuadrada y con los lados redondeados.

## Elaboración

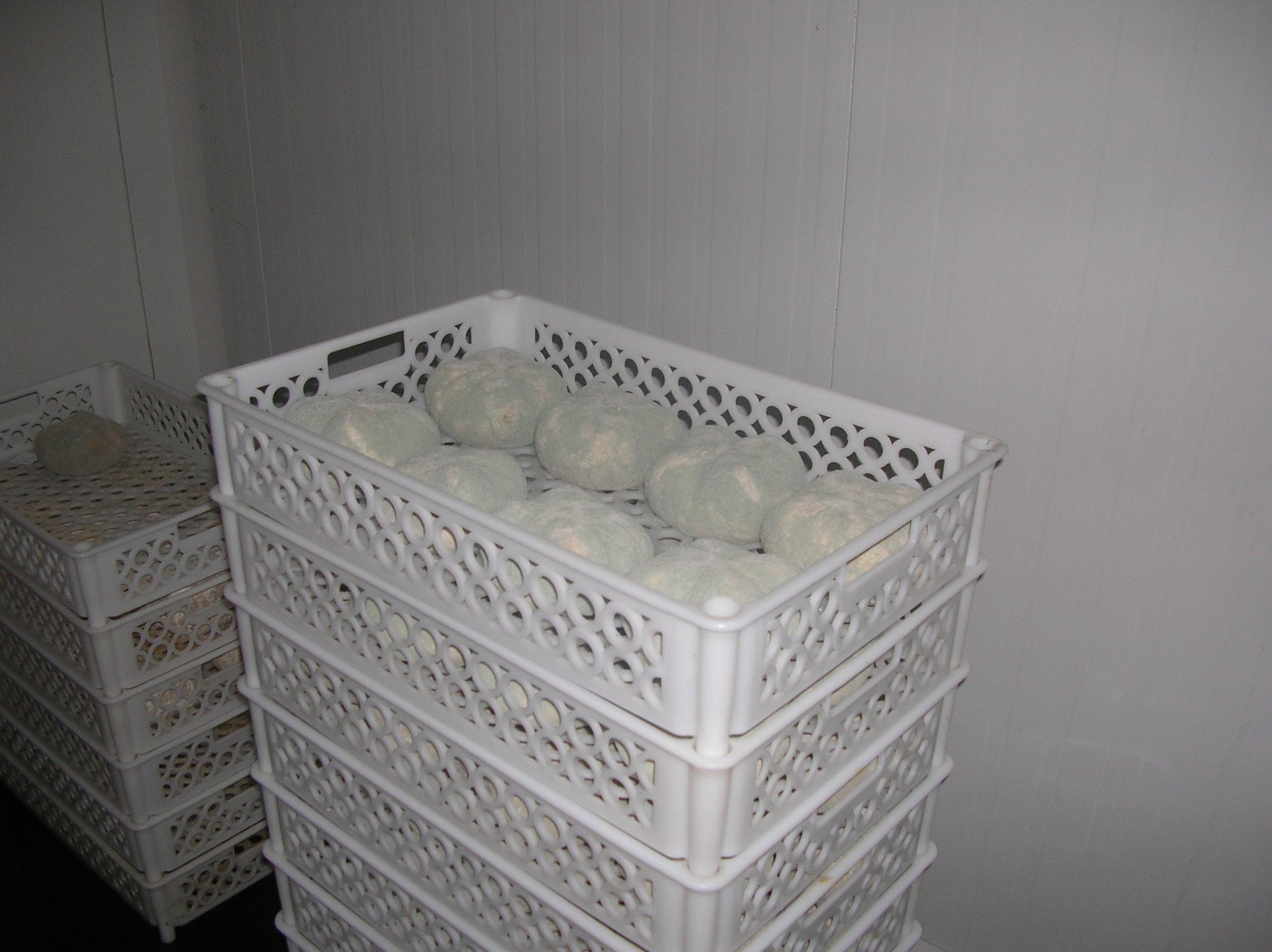
Proceso de curado moderno de quesos de Mallorca

Los rebaños se ordeñan dos veces al día. La leche cruda se calienta a 32 °C, se le añade cuajo vegetal y el cuajado necesita aproximadamente 30 minutos. La cuajada se corta y amolda en forma de hogazas de algodón que le dan la forma tradicional (fogasser). Se prensa durante 8 horas y después se sala. El curado se lleva a cabo en locales frescos durante unos dos meses. Cuando el queso es seco se unta la costra con óleo.

## Variedades

### Queso tierno
Queso de un color blanco al principio y ligeramente amarillento por fuera al cabo de diez o quince días. Presenta un gusto suave, aromático y un poco salado. Se elabora con leche de oveja o de cabra y fermentos lácteos. Se cuaja la leche a unos 32 °C durante 30 minutos. Una vez tenemos la cuajada, se corta para separarla del suero. Después se amolda, se prensa y se sala. Se conserva a una temperatura fresca de una semana a quince días. Se tiene que consumir durante el primer mes después de su elaboración. Los quesos tiernos hechos con leche de oveja o de cabra son muy tradicionales en Mallorca.

### Queso de oveja roja mallorquina

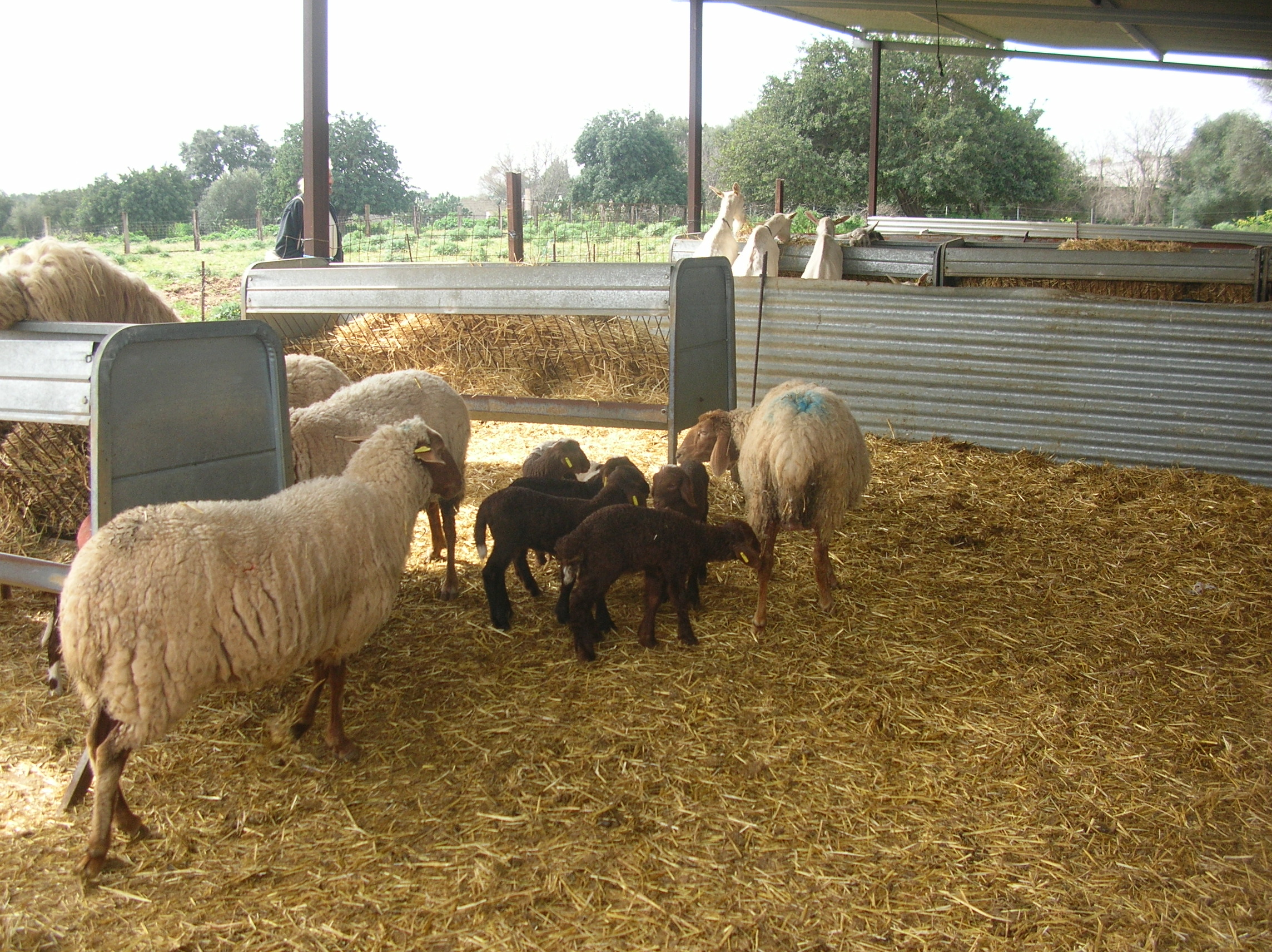
Rebaño de ovejas rojas en unos establos de Inca

El queso de oveja roja tiene un sabor característico, puesto que la leche es muy grasa y el cuajo es de origen vegetal (maceración de pistilos de cardo (Cynara cardunculus). La medida de las piezas de queso es variable, según el elaborador, pero suelen ser pequeñas. El proceso de elaboración es muy sencillo. Se calienta la leche cruda de los dos ordeños diarios a 32 °C, se añade el cuajo vegetal, cuajando aproximadamente durante 30 minutos. La cuajada se corta y se conforma en parches de algodón, que le dan la forma tradicional característica.  Se prensa durante 8 horas y después se sala. La curación se realiza en lugares frescos durante dos meses aproximadamente. Cuando el queso está seco, se unta la corteza con mezclas en base de óleo.
El queso de oveja roja, en cuanto que derivado lácteo, es uno de los alimentos más completos. El 40% de su contenido son proteínas de alto valor biológico y el 48% son grasas, mayoritariamente saturados, razón por la cual es un alimento calórico (450 kcal/100 g cuando es curado). Aporta calcio, fósforo, magnesio, cinc, hierro, sodio, potasio y selenio, además de vitaminas (A, B1, B2, B3, B12, D, E, K y ácido fòlic).